# Берс, Вячеслав Андреевич
Вячеслав Андреевич Берс (3 [14] мая 1861 — 19 [31] мая 1907, Санкт-Петербург) — мостостроитель, инженер путей сообщений.

## Общие сведения
Вячеслав Андреевич является младшим братом С. А. Берс, в замужестве — Толстой, он сам тесно общался со знаменитым писателем, в 1878 году (17 лет) подбирал материалы для его романа из эпохи декабристов.
Его карьера была связана с мостостроением Санкт-Петербурга.
В. А. Берс с 1885 года служил в Министерстве Путей Сообщения, в 1885—1890 годах работал в Поволжье, в период 1891—1900 годов его карьера была продолжена в Сибири.
Он строил Транссиб, являлся председателем строительства моста через Тобол.
После этого работал в Санкт-Петербурге в должности Главного инженера комитета общественных работ в Санкт-Петербургской Городской управе (1900—1907). 
Его возвращение в столицу было связано с тем, что при строительстве Троицкого моста он был назначен на должность старшего инспектора постройки.
Работал над проектами:
- В 1901—1903 годах перестраивал гранитную  Петровскую набережную и Петроградскую набережную вплоть до Сампсониевского моста. Проект осуществлялся совместно с А. П. Пшеницким, Ф. Г. Зброжеком, возможно в этих работах участвовал Л. И. Новиков)[3].
- В 1902—1903 годах занимался обустройством гранитной Троицкой набережной с чугунным ограждением, Кронверкской набережной. Проект осуществлялся совместно с А. П. Пшеницким при участии А. Долинского[3].
- В 1904—1907 годах занимался перестройкой Полицейского моста (современный Зелёный мост) через Мойку по Невскому проспекту. Проект осуществлялся совместно с А. П. Пшеницким и А. П. Становым. Архитектором проекта стал Л. А. Ильин[3][4].
- В 1906—1907 годах занимался перестройкой Аларчина моста через канал Грибоедова по Английскому проспекту. Проект осуществлялся совместно с А. П. Пшеницким и А. П. Становым. Архитектором проекта стал А. И. Зазерский[3][4].

Кроме этого, В. А. Берс работал над проектом перестройки Никольских мостов, сразу по возвращении из Сибири в 1900-1901 годах разработал техническое задание на постройку Большеохтинского моста.
Вячеслав Андреевич был убит 19 мая 1907 года в Галерной гавани, когда Берс и Нюберг (также был убит) осматривали ход строительства.

### Окружение В. А. Берса
- В. А. Берс привлекал к работам инженера А. П. Станового, который участвовал в работах над реализацией проектов Аларчина моста и Зелёного моста.
- Вячеслав Андреевич был женат на Александре Александровне, урождённой Крамер[7].